# Claudia Lux

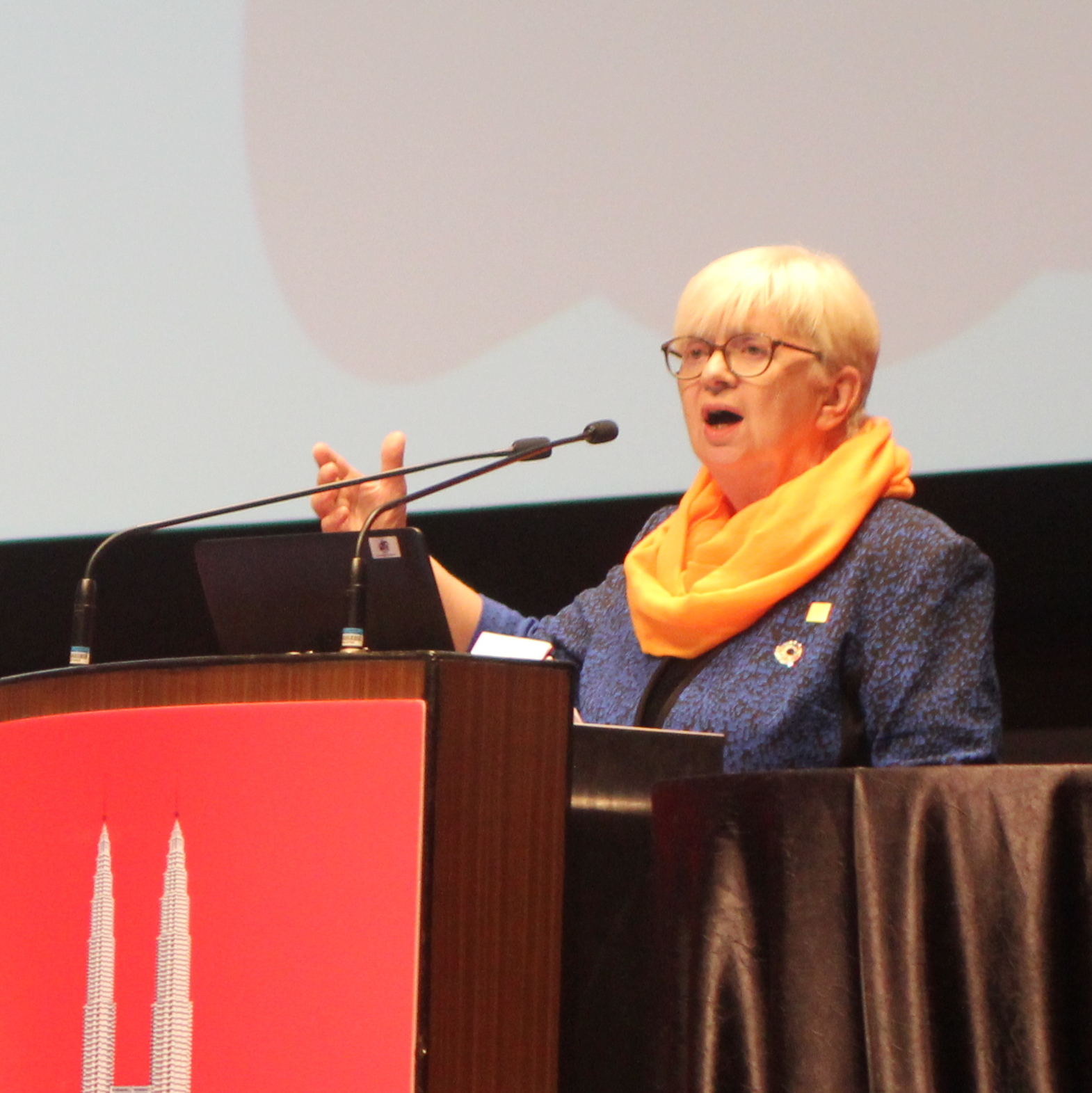
Claudia Lux (2018)

Claudia Lux (* 24. März 1950 in Gladbeck) ist eine deutsche Bibliothekarin.

## Leben
Nach dem Studium der Sozialwissenschaften promovierte sie 1985 an der Ruhr-Universität Bochum im Fach Sinologie. Danach absolvierte sie eine Ausbildung für den Höheren Bibliotheksdienst. Sie arbeitete in der Ostasienabteilung der Staatsbibliothek zu Berlin und war in mehreren Forschungsprojekten tätig. Die Berliner Stadtbibliothek und die Amerika-Gedenkbibliothek führte sie organisatorisch zusammen und fungierte ab 1997 als Generaldirektorin der Stiftung Zentral- und Landesbibliothek Berlin (ZLB); zuvor war sie Direktorin der Senatsbibliothek Berlin.
Von 1995 bis 2004 war Lux Mitglied des Vorstands des Deutschen Bibliotheksverbandes und ist Vorstandsmitglied des IFLA-Nationalkomitees.
Im Juni 2005 wurde sie zur IFLA-Präsidentin für den Zeitraum 2007 bis 2009 gewählt. Sie war damit Nachfolgerin von Alex Byrne und nach Gustav Hofmann und Hans-Peter Geh die dritte Deutsche, die dieses Amt innehatte.
Seit 2006 ist Claudia Lux Honorarprofessorin am Institut für Bibliotheks- und Informationswissenschaft der Humboldt-Universität zu Berlin.
Zum 1. April 2012 ließ sich Claudia Lux auf Antrag bis zum Eintritt in den Ruhestand als Leiterin der ZLB beurlauben und wechselte nach Doha in Katar, um dort innerhalb von fünf Jahren als „Project Director“ für das Scheichtum am Persischen Golf die Nationalbibliothek Katars aufzubauen. Die Bibliothek, die von den Stararchitekten Rem Koolhaas, Ellen van Loon und Iyad Alsaka entworfen wurde, eröffnete ein halbes Jahr nach Lux’ Rückkehr nach Deutschland unter Leitung von Hamad Bin Abdulaziz Al-Kawari.

## Werke
- Der politisch-ökonomische Entscheidungsprozess in China 1937–1945. Bochum 1986. ISBN 3-88339-495-5
- Das Bibliothekswesen der Volksrepublik China. München 1986. ISBN 3-598-21127-9
- Entgelte in Bibliotheken. Berlin 1988. ISBN 3-87068-876-9 (zusammen mit Günter Beyersdorff)
- Teaching library in Deutschland.  Wiesbaden 2004. ISBN 3-934997-11-2  (zusammen mit Wilfried Sühl-Strohmenger)
- Praxishandbuch richtige Lobbyarbeit für Bibliotheken. Berlin, 2022. ISBN 978-3-11-067333-3